# 许崇信 (1956年)
许崇信（1956年7月—），男，汉族，山东微山人，中华人民共和国政治人物。中共党员。中央党校函授学院经济管理专业毕业。曾任淮北市人民政府市长。

## 生平
2008年，当选第十一届全国人民代表大会安徽地区代表。